# میگرو

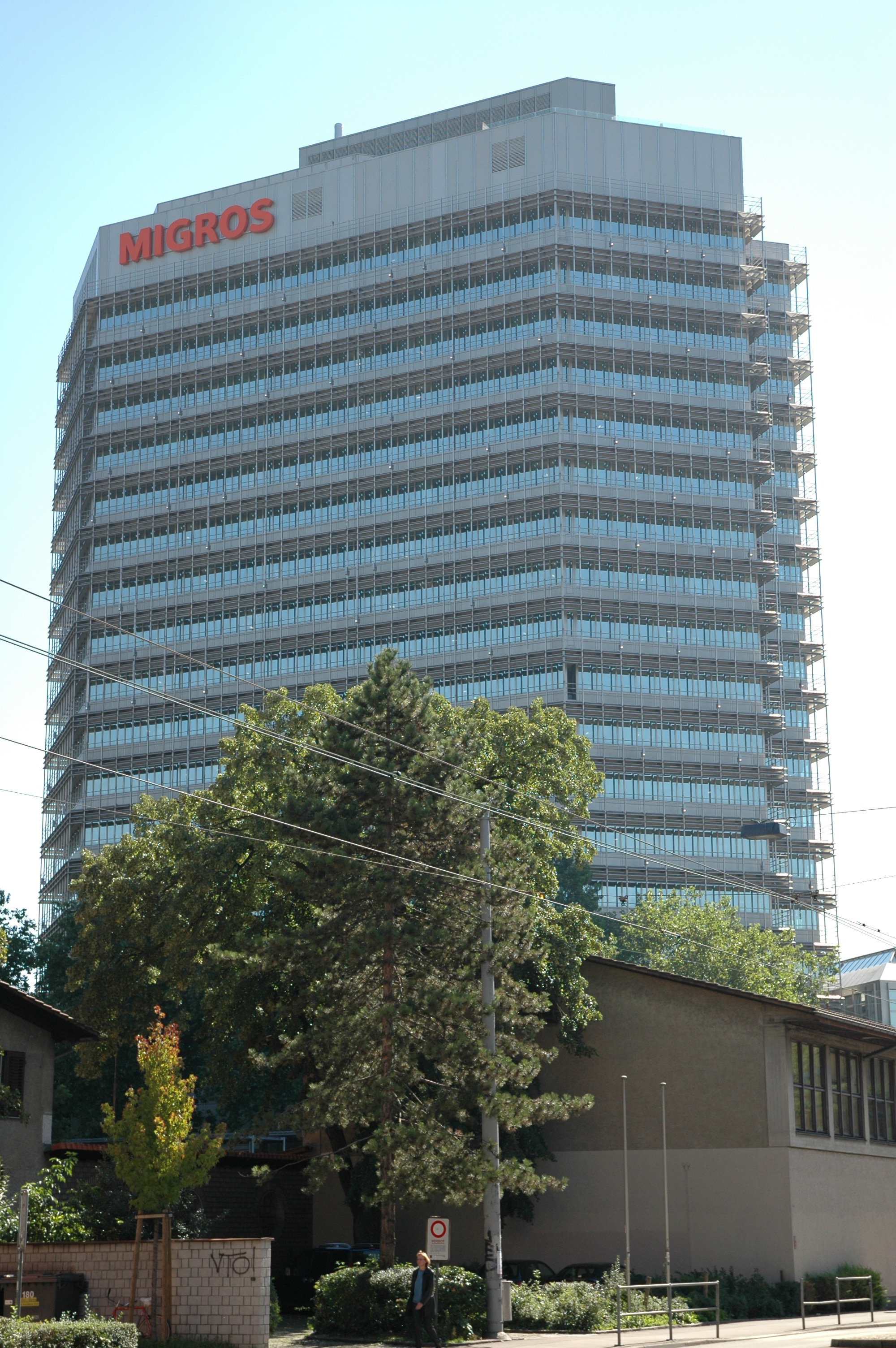
ساختمان مرکزی میگرو در زوریخ

میگرو (به آلمانی: Migros) شرکت خرده‌فروشی سوئیسی است، که هم‌اکنون بزرگ‌ترین سوپرمارکت زنجیره‌ای سوئیس به‌شمار می‌آید. این شرکت بنیانگذار شرکت میگروس ترک می‌باشد.